# Bennet Sherard (3e comte de Harborough)
Pour les articles homonymes, voir Sherard.
Bennet Sherard, 3e comte de Harborough (3 septembre 1709 - 23 février 1770), titré Lord Sherard de 1732 à 1750, est un aristocrate britannique qui hérite du comté de Harborough.

## Biographie

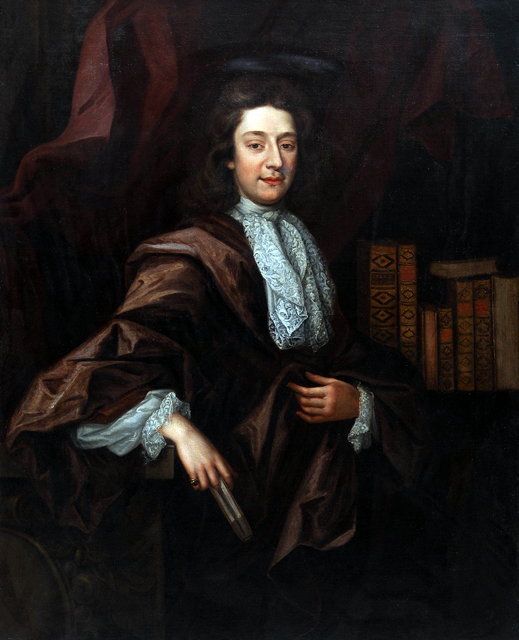
Portrait de son père, le 2e comte de Harborough, par Frans van Stampart

Né le 3 septembre 1709, il est l'aîné des six fils et huit filles de Philip Sherard (2e comte de Harborough) et de son épouse, Anne Pedley (d. c. 1749),. Son père, député de Rutland, succède au comté à son cousin, Bennet Sherard (1er comte de Harborough), en 1732.
Ses grands-parents paternels sont Bennet Sherard (homme politique) (en) de Whissendine et Dorothy Fairfax (une fille de Henry Fairfax (4e Lord Fairfax de Cameron)). Sa tante Margaret Sherard est l'épouse de John Gilbert, archevêque d'York. Par sa sœur, Dorothy, il est l'oncle de la réformatrice politique et écrivaine radicale Ann Jebb, épouse du réformateur John Jebb. Sa mère est la fille et l'héritière de Nicholas Pedley de Washingley et de Frances Apreece,.
À la mort de son père le 20 juillet 1750, il devient le troisième comte de Harborough.

## Vie privée
Lord Harborough se marie quatre fois au cours de sa vie. Le 28 juin 1748, il épouse Elizabeth Verney, fille de Ralph Verney (1er comte Verney) et de Catherine Paschall (une fille de Henry Paschall). Elle est décédée le 7 juin 1756.
Le 2 juillet 1757, il se remarie à Frances Noel (d. 1760), troisième fille et cohéritière de William Noel (1695-1762) (en), juge des plaids communs de 1757 à 1762 (fils de John Noel, 4e baronnet) et d'Elizabeth Trollope (fille de Thomas Trollope, 3e baronnet). Ensemble, ils ont une fille :
- Frances Sherard, qui épouse le major-général George Morgan en 1776.

Le 31 mars 1761, il épouse en troisièmes noces Margaret Hill (1729-1766/7), demi-sœur de Noel Hill (1er baron Berwick) et fille de Thomas Hill de Tern et Anne Powys (une fille de Richard Powys of Hintlesham). Ils ont un enfant :
- Bennet Sherard (d. 1768), titré' Lord Sherard, décédé en bas âge le 21 février 1768.

Le 8 octobre 1767, il épouse enfin Elizabeth Cave (1739/40-1797), fille aînée de Thomas Cave (5e baronnet) et d'Elizabeth Davies (fille unique et héritière de Griffin Davies de Birmingham.
Comme le comte meurt le 23 février 1770 sans descendance masculine, ses titres passent à son frère cadet, Robert. La comtesse douairière de Harborough meurt le 5 mars 1797.